# Tadcaster
Tadcaster ist eine Kleinstadt in der englischen Unitary Authority North Yorkshire. Die Stadt hatte 2004 insgesamt 7280 Einwohner.

## Geographie

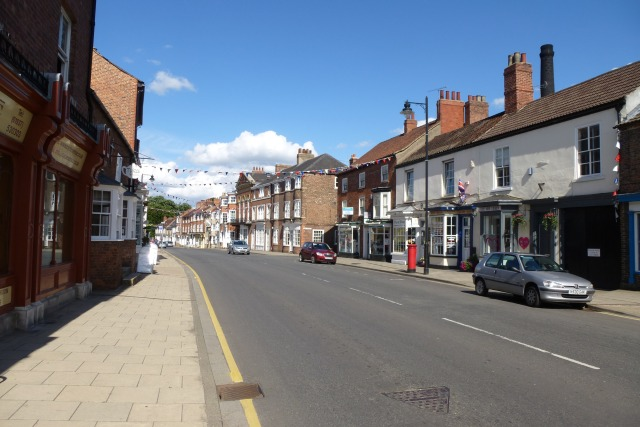
Tadcaster, High Street

Tadcaster befindet sich am Fluss Wharfe kurz vor seiner Mündung in die Ouse, etwa auf halber Strecke zwischen York und Leeds im Nordwesten des Districts Selby.

## Geschichte
Tadcaster wurde in der Zeit des Römischen Reichs als Calcaria gegründet. Der Name weist auf die besondere Bedeutung der Kalksteinvorkommen in der Umgebung hin, womit auch zahlreiche bedeutende Gebäude wie das York Minster errichtet wurden. Calcaria war ein bedeutender Vorort von Eboracum, dem heutigen York.
Die Endung des altenglischen Ortsnamens Tadcaster stammt vom Lateinischen castra, was auf ein Kastell an der Stelle der heutigen Stadt hinweist. In der angelsächsischen Chronik wird Tadcaster als der Ort genannt, an dem Harald II. sein Heer zusammenführte, um zuerst in York einzumarschieren und anschließend in die Schlacht von Stamford Bridge 1066 einzutreten.
Die Stadt wurde 1086 im Domesday Book als Tatecastre erwähnt.
Im 11. Jahrhundert wurde das Tadcaster Castle (eine Motte) auf einem Hügel über der Stadt erbaut. Im frühen 12. Jahrhundert verfiel die Burg jedoch zusehends, und erst im Englischen Bürgerkrieg wurde die Anlage durch Kanonengeschütze wieder verstärkt.
Die Querung des Flusses Wharfe bestand ursprünglich aus einer simplen Furt nahe dem heutigen Standort der Kirche St Mary’s. Zuerst erbaute man eine Holzbrücke, die jedoch 1240 durch einen ersten steinernen Brückenbau ersetzt wurde. Wahrscheinlich wurde dabei Steinmaterial von der ansässigen Burg verwendet.
Am 7. Dezember 1642 um 11 Uhr morgens ereignete sich im Zuge des Bürgerkriegs die Schlacht von Tadcaster, bei welcher sich Thomas Fairfax’ Parlamentstruppen und die Royalisten des Earl of Newcastle gegenüberstanden. Das Fundament der gegenwärtigen Flussbrücke stammt aus dem Jahre 1700, auch wenn das Bauwerk seitdem mindestens zwei Mal baulich umgestaltet wurde. Der Fluss stellt eine historische Grenze zwischen dem West Riding und dem Ainsty of York dar, was man auch heute noch an den zwei getrennt verwalteten Stadthälften erkennen kann.

## Politik
Die Stadt ist verwaltungstechnisch mit dem Wharfe als Grenzfluss in zwei Teile aufgegliedert. Tadcaster West besaß 2004 insgesamt 3800 Einwohner, in Tadcaster East wohnten 3480 Menschen. Die übergeordnete Behörde ist der Bezirksrat des Districts Selby.

### Städtepartnerschaften
Die Stadt unterhält eine Städtepartnerschaft mit
- Saint-Chély-d’Apcher, Frankreich

## Kultur und Sehenswürdigkeiten

### Bauwerke

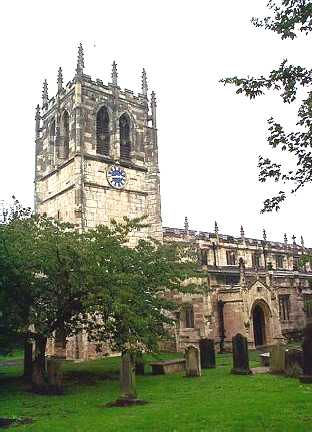
Kirche St Mary’s

#### The Ark
Das älteste, weiterhin bestehende Gebäude der Stadt wird The Ark (= die Arche) genannt und wurde im späten 15. Jahrhundert errichtet. Seitdem wurde es mehrere Male erweitert und umgebaut. Zwei holzgeschnitzte Köpfe an der Vorderseite des Hauses sollen Noah mit seiner Ehefrau darstellen. Das Gebäude diente bereits als Gemeindehaus, als Postamt, als Gasthaus, als Metzgerei, als Privathaus und als ein Museum. Derzeit beherbergt es die Büros des Stadtrats Tadcasters und ist somit das Rathaus der Stadt.

#### Kirche St Mary’s
Die Stadtkirche Tadcasters wurde 1150 erbaut. 1318 wurde sie infolge eines Überfalls von den Schotten im Nachklang der Schlacht von Bannockburn zerstört. Zwischen 1380 und 1480 wurde sie wiederaufgebaut. Jedoch gab es permanente Probleme mit Überflutungen der Kirche, und so beschloss man, das Kirchenschiff zuerst Stein für Stein abzubauen und schließlich 1875 bis 1877 auf einem 1,5 Meter höher gelegenen Fundament wieder zu errichten. Der Kirchturm blieb von dieser Maßnahme jedoch unberührt. 1897 wurde das Gebäude durch ein nördliches Kirchenschiff erweitert.

#### Eisenbahnviadukt

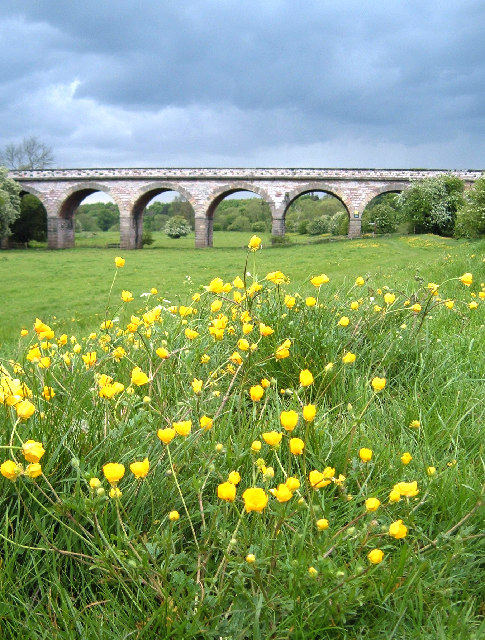
Eisenbahnviadukt

Bei Tadcaster überspannt ein imposantes Viadukt mit elf Bögen den Fluss Wharfe. Es wurde als Teil einer projektierten Bahnstrecke von York nach Leeds von der Bahngesellschaft North Midland Railway erbaut. 1849 wurde das Bauwerk fertiggestellt, jedoch konnte die Bahnlinie selbst aufgrund der Insolvenz der Bahngesellschaft nicht vollendet werden. Aufgrund einer parallel vollendeten Bahnstrecke kam dem Viadukt nun nicht mehr seine ursprünglich angedachte infrastrukturelle Bedeutung zu, und so wurde auf ihm lediglich ein Rangiergleis für eine östlich des Flusses gelegene Mühle verlegt. Das letzte Betriebsjahr der Brücke war 1955, danach wurde das Gleis stillgelegt. Heute ist das öffentlich zugängliche Bauwerk ein grade II listed building und im Besitz der Stadt Tadcaster.

### Sport
Die Stadt besitzt zwei rivalisierende Sportvereine, Tadcaster Albion und Tadcaster Magnets.

## Wirtschaft und Infrastruktur

### Bierbrauen

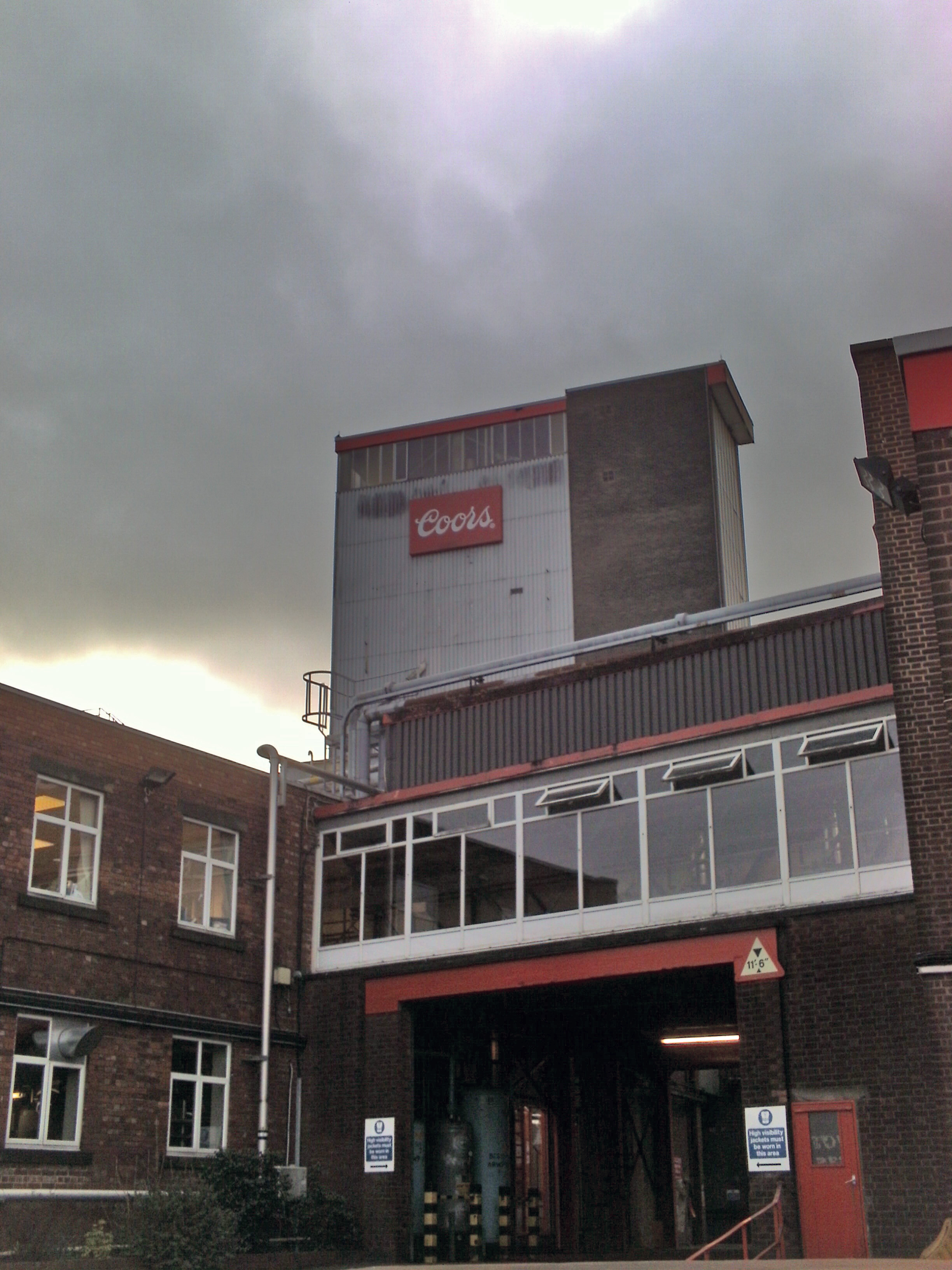
Die Coors Brewery

Tadcasters industrielle Geschichte ist eng mit dem Bierbrauen verbunden. Nahe der Stadtkirche kann heute noch die emporströmende Frischwasserquelle entdeckt werden, mit welchem man in der Vergangenheit Bier gebraut hatte. 1341 sind zwei blühende Brauereien in der Stadt urkundlich belegt. Heute ist Tadcaster nach Burton upon Trent die zweitwichtigste Stadt des Bierbrauens im Vereinigten Königreich.
Bis heute haben lediglich drei Brauereien überlebt: Die Coors Brewery, die John Smith Brewery und Samuel Smith's Old Brewery. Letztere ist die älteste Brauerei Yorkshires. Die ortsansässigen Brauereien ermöglichen, dass der Bierpreis in der Stadt gerade mal die Hälfte des im Vereinigten Königreich sonst üblichen Preises beträgt.

### Verkehr
Tadcaster befindet sich an der A64 (Leeds–Scarborough), die zwischen dem fünf Kilometer südwestlich gelegenen Anschluss an die A1(M) und dem zehn Kilometer nordöstlich gelegenen York autobahnähnlich mit zwei getrennten Richtungsfahrbahnen ausgebaut ist.
Die Stadt ist eine Station der Busgesellschaft Yorkshire Coastliner, mit der man sowohl den zentralen Busbahnhof von Leeds als auch die Küste Yorkshires im Osten leicht erreichen kann. Der nächstgelegene Bahnhof ist Ulleskelf, der nächstgrößere Bahnhof jedoch ist der Bahnhof York, von dem weit mehr Verbindungen in alle Richtungen bestehen und welcher durch eine Busverbindung ebenfalls schnell zu erreichen ist.
Der Leeds East Airport liegt zirka sieben Kilometer südöstlich Tadcasters.

## Persönlichkeiten
- Charles Hague (1769–1821), Geiger, Komponist und Hochschullehrer
- Terry Malkin (1935–2010), Eisschnellläufer
- Kevin Barron (* 1946), Politiker